# Апостолите
„Апостолите“ е български игрален филм (исторически, драма) от 1976 година на режисьора Борислав Шаралиев, по сценарий на Георги Бранев, Веселин Бранев и Борислав Шаралиев. Оператор е Атанас Тасев. Създаден е по мотиви от „Записки по българските въстания“ на Захари Стоянов. Музиката във филма е композирана от Красимир Кюркчийски.

## Състав

### Актьорски състав
| Изпълнител                              | Роля                                          |
| --------------------------------------- | --------------------------------------------- |
| Радко Дишлиев                           | Георги Бенковски                              |
| Антоний Генов                           | Панайот Волов                                 |
| Стоян Стоев                             | Захари Стоянов                                |
| Васил Мирчовски                         | поп Грую                                      |
| Илия Добрев                             | Павел Бобеков                                 |
| Илия Караиванов                         | Георги Икономов                               |
| Никола Дадов                            | Дядо Райно, пощаджията                        |
| Йордан Спиров                           | Отец Кирил                                    |
| Николай Иванов                          | Караджов                                      |
| Илия Георгиев                           | Крайчо                                        |
| Гроздан Герцов                          | Маньо                                         |
| Стефан Стефанов                         | Тодор Каблешков                               |
| Климент Михайлов                        | Щърбанов                                      |
| Бою Боев                                | Иван Тутев                                    |
| Иван Йорданов                           | Атанас Обретенов                              |
| Калчо Калчев                            | Ахмед Ага                                     |
| Динко Динев                             | Павел Хаджисимеонов                           |
| Димитър Герасимов                       | Найден Дринов                                 |
| Продан Нончев                           | Искрьо Мачев                                  |
| Вельо Горанов                           | Соколов                                       |
| Иван Янчев (като Ив. Янчев)             | селянина Гебеджи                              |
| Николай Узунов (като Н. Узунов)         | учителят Петър Кюмюрджиев, синът на ханджията |
| Николай Ангелов-Микей (като Н. Ангелов) | Найден, с брадвата                            |
| Лъчезар Стоянов (като Л. Стоянов)       | Ахмед паша                                    |
| Емил Марков (като Е. Марков)            | Ангелаки                                      |
| Красимир Ранков                         | Илия Драгостинов                              |
| Стойно Добрев                           | писарят на пашата                             |
| Христо Сутров                           |                                               |
| Стоян Симов (като С. Симов)             |                                               |
| Стефан Костов (като Ст. Костов)         |                                               |
| Антон Радичев (като А. Радичев)         | Ненко, предателя                              |
| Илия Раев (като Ил. Раев)               | Тома Георгиев                                 |
| Веселин Вълков (като В. Вълков)         | Нуджа ага                                     |
| Стоил Попов (като Ст. Попов)            |                                               |
| Иван Томов (като Ив. Томов)             |                                               |
| Стефка Кацарска (като Ст. Кацарска)     |                                               |
| Надя Тодорова (като Н. Тодорова)        | кака Симоница                                 |
| Анна Пенчева (като А. Пенчева)          |                                               |
| Кунка Баева (като К. Баева)             | майката на Павел Бобеков                      |
| Елена Мирчовска (като Е. Мирчовска)     | дъщерята на поп Грую                          |
| Любомир Миладинов (като Л. Миладинов)   |                                               |
| Йордан Спасов (като Й. Спасов)          | Симеон хаджи Кирилов                          |
| В. Симеонов                             |                                               |
| Янко Чернев (като Я. Чернев)            |                                               |
| Стефан Германов (ато Ст. Германов)      |                                               |
| Х. Шопова                               |                                               |
| Н. Митев                                |                                               |
| Лиза Шопова                             |                                               |
| Иван Дервишев (като Ив. Дервишев)       |                                               |
| Иво Русев (като И. Русев)               |                                               |
| А. Христозов                            |                                               |
| Л. Ценов                                |                                               |
| Н. Лилянов                              |                                               |
| Христо Кузмов (като Хр. Кузмов)         |                                               |
| А. Маджаров                             |                                               |
| Георги Кодов (като Г. Кодов)            |                                               |
| Деница Шопова                           |                                               |

### Творчески и технически екип
| Режисьор                                | Борислав Шаралиев                                                                                            |
| Сценарий                                | Веселин Бранев Георги Бранев Борислав Шаралиев                                                               |
| Оператор                                | Атанас Тасев                                                                                                 |
| Художници                               | Виолета Йовчева Ангел Ахрянов                                                                                |
| Костюми                                 | Борис Нешев                                                                                                  |
| Грим                                    | Димитър Коклин Михаил Фердинандов Ивон Гугучкова Юлия Сисакова                                               |
| Музика                                  | Красимир Кюркчийски                                                                                          |
| Звук                                    | Митко Москов Михаил Витанов                                                                                  |
| Редактор                                | Христо Кирков                                                                                                |
| Монтаж                                  | Павлина Шаралиева Валентина Кънчева Сузана Симеонова                                                         |
| Диалог                                  | Веселин Бранев                                                                                               |
| Директор                                | Христо Ненов                                                                                                 |
| Консултанти                             | Тончо Жечев Николай Генчев Александър Вълчев Апостол Саръиванов                                              |
| Втори режисьор                          | Лили Станишева Веселин Бранев                                                                                |
| Втори оператор                          | Иван Иванов                                                                                                  |
| Втори художници                         | Майски Желязков Албена Димитрова                                                                             |
| Асистент-режисьори                      | Марин Маринов Людмила Коева Иванка Хлебарова Снежанка Тасева Карамфилка Щерева                               |
| Асистент-оператори                      | Райко Бодуров Атанас Димитров Васил Кайзеров Любомир Димитров                                                |
| Комбинирани снимки                      | Стоян Кьосовски                                                                                              |
| Реквизит                                | Владимир Оджаков Мария Стоименова                                                                            |
| Гардероб                                | Стоянка Братанова Жени Монова Латинка Маркова Димитрина Караколева                                           |
| Фотограф                                | Ирина Пеева                                                                                                  |
| Тонтехници                              | Румен Дишлиев Петко Кирилов                                                                                  |
| Осветление                              | Борислав Марков                                                                                              |
| Организатори                            | Иван Абаджиев Стефан Василев Мирослав Стоянов Павлина Галевска                                               |
| Музиката: Софийска държавна филхармония | Диригент: Димитър Манолов                                                                                    |
| Distributed by                          | Българска кинематография Българската национална телевизия Студия за игрални филми „Бояна“ /Copyright © 1975/ |

## Награди
- Награда на кинокритиката, Варна, 1976;
- Награда на СБФД за дебют на актьорите Стоян Стоев, Антоний Генов и Радко Дишлиев, 1976.